# Юнкан
Юнка́н (кит. упр. 永康, пиньинь Yǒngkāng) — городской уезд городского округа Цзиньхуа провинции Чжэцзян (КНР).

## История
После того, как китайские земли были объединены в империю Цинь, в 222 году до н. э. был создан уезд Ушан (乌伤县). Во времена узурпатора Ван Мана уезд был в 9 году переименован в Усяо (乌孝县), но после восстановления империи Хань ему было возвращено название Ушан. В 245 году южная часть уезда стала отдельным уездом Юнкан (永康县). После основания империи Тан уезд был на некоторое время расформирован, но уже в 625 году появился вновь. В 691 году из уезда Юнкан был выделен уезд Уи, а в 696 году — уезд Цзиньюнь.
После образования КНР в 1949 году был образован Специальный район Цзиньхуа (金华专区), и уезд вошёл в его состав. В 1958 году уезд Уи был присоединён к уезду Юнкан, но уже в 1961 году воссоздан.
В 1973 году Специальный район Цзиньхуа был переименован в Округ Цзиньхуа (金华地区).
В мае 1985 года постановлением Госсовета КНР округ Цзиньхуа был разделён на городские округа Цзиньхуа и Цюйчжоу; уезд вошёл в состав городского округа Цзиньхуа.
В октябре 1992 года уезд Юнкан был преобразован в городской уезд.

## Административное деление
Городской уезд делится на 3 уличных комитета и 11 посёлков.